# 질 베넷 (미국 배우)
질 베넷(Jill Bennett, 1975년 8월 14일 ~ )은 미국의 배우, 영화 프로듀서, 텔레비전 배우, 영화배우, 영화 감독이다.
포트웨인에서 태어났다.